# Атинско војводство
Атинско војводство настало је као једна од крсташких држава формираних на територији Грчке након првог пада Цариграда 1204. године за време Четвртог крсташког рата. Истрајало је све до османског заузимања Атине 1456. године, а током свог постојања од два и по века имало је значајан утицај на развој догађаја у региону. 
Војводство је обухватало регионе Атике и Беотије, укључујући и веће градове Тебу и Мегару, поред саме Атине. 

## Историја
Након млетачког освајања Цариграда (13. април 1204. године) Византија се практично распала у потпуној анархији. На рушевинама Цариграда проглашено је Латинско царство. 
Крајем 1204. године Бонифације од Монферата освојио је Атину и његова латинска војска је похарала град. Црква Пресвете Богородице Атинске на Партенону је опљачкана и уништена је митрополитска библиотека која је садржала многе вредне рукописе које је креирао митрополит Михаило Хонијат. Он, као и многи други, непосредно након пада Атине под латинску власт напустио је град. 
Новоосвојену територију, као и сам град, Бонифације је доделио бургундском племићу Оту де ла Рошу који тамо заводи своју владавину. Био је формални вазал Солунског краљевства. 
Своје име војводство добија тек 1260. године. 
Снаге плаћеничке Каталанске дружине освајају војводство 1311. године и постављају номиналну власт принчева Сицилије који су држали стварну власт иако је северни део државе освојио српски цар Душан Силни. 
До одлучујуће промене долази током средоземних ратова Петра IV Арагонског, а у борби за власт различитих фракција, Атинско војводство осваја фирентинац Нери I из моћне финансијске династије Акиаиуоли (1385). Потомци Нерија владали су војводством као вазали Османског царства или Деспота Мореја до турске анексије 1458. године.